# 柄果木属
柄果木属（学名：Mischocarpus）是无患子科下的一个属，为灌木或乔木植物。该属共有12种，分布于印度、马来西亚。